# Cratere Peirescius
Peirescius è un cratere lunare di 61,53 km situato nella parte sud-orientale della faccia visibile della Luna.